# 大福

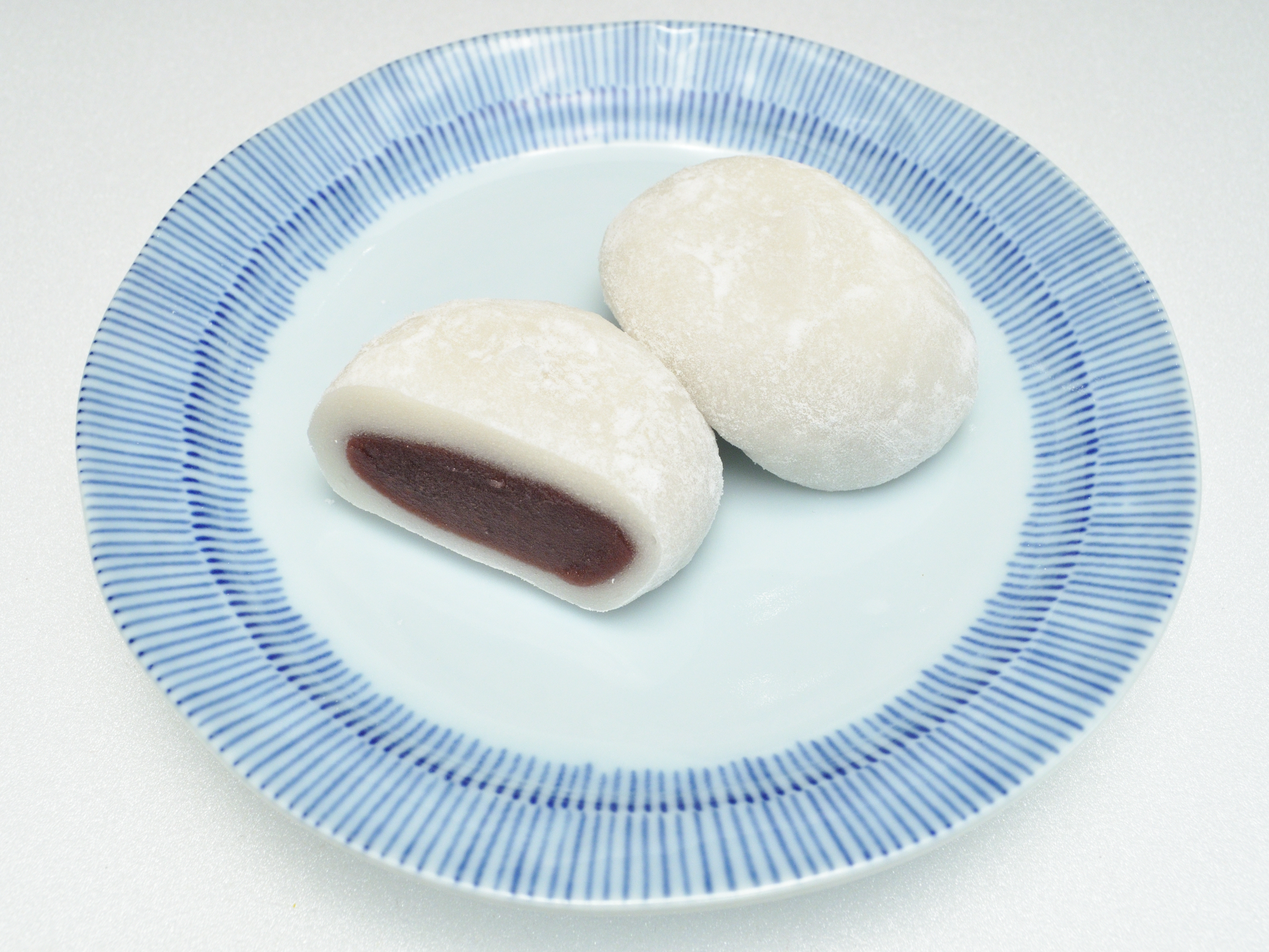
典型的な大福の参考画像

大福（だいふく）は、小豆餡を餅で包んだ和菓子の一種。大福餅（だいふくもち）とも。

## 概要
大福（大福餅）は和生菓子のうち餅菓子に分類され、もち米を水洗いして乾燥させ粉砕したもの（餅粉、求肥粉）を原料とする。この餅粉を蒸して搗（つ）いた生地で小豆の餡を包む。餅生地には他の材料を混ぜることもあり、それぞれ豆大福、草大福、ごま大福などと呼ばれる。また、餡の部分にイチゴや栗の甘露煮などを入れたものもあり、それぞれ食材に合わせて、いちご大福、栗大福などと呼ばれる。

## 歴史
この餅菓子の前身は室町時代にあった「鶉（うずら ）餅 」とする説がある。鶉餅は大ぶりでお腹を満たすことから「大腹（だいふく）餅 」とも呼ばれていた。
また、一説には1772年（明和9年）冬に江戸・小石川御箪笥町のおたまという女性が考案し「腹太餅（はらぶともち）」として売り歩いたのが始まりとされる。寛政の改革時には、行商が焼きながら売り歩く熱い大福が流行した。長崎街道の原田宿（福岡県筑紫野市）を描いた『田嶋外伝浜千鳥』には「はらふと餅」の暖簾を出す店が描かれている。江戸中期の『柳多留』には「腹ぶとを一口くって頬を焼き」という川柳がある。
最初は塩味だったが、江戸時代中期に砂糖で味付けした餡が登場して人気となり、その頃に表記も縁起の良い「大福餅」を当てるようになったという。
一説には「大福」は「腹太餅」が「太腹餅（ふとはらもち）」になり縁起の良い「大福餅」になったという。また、大腹を吉字に変えた呼び方とも、餅を大福長者に見立てた呼方ともいう。当初は焼いたものを大福餅、焼いていないものは生の餡餅（あんもち）と呼んでいた。また「餅まんじゅう」とも呼ばれていた。18世紀末頃には甘い餡も見られるようになったが、当時は砂糖は贅沢品であり、その後明治･大正期にかけて塩餡の大福餅も広く売られていた。

## 種類（一例）

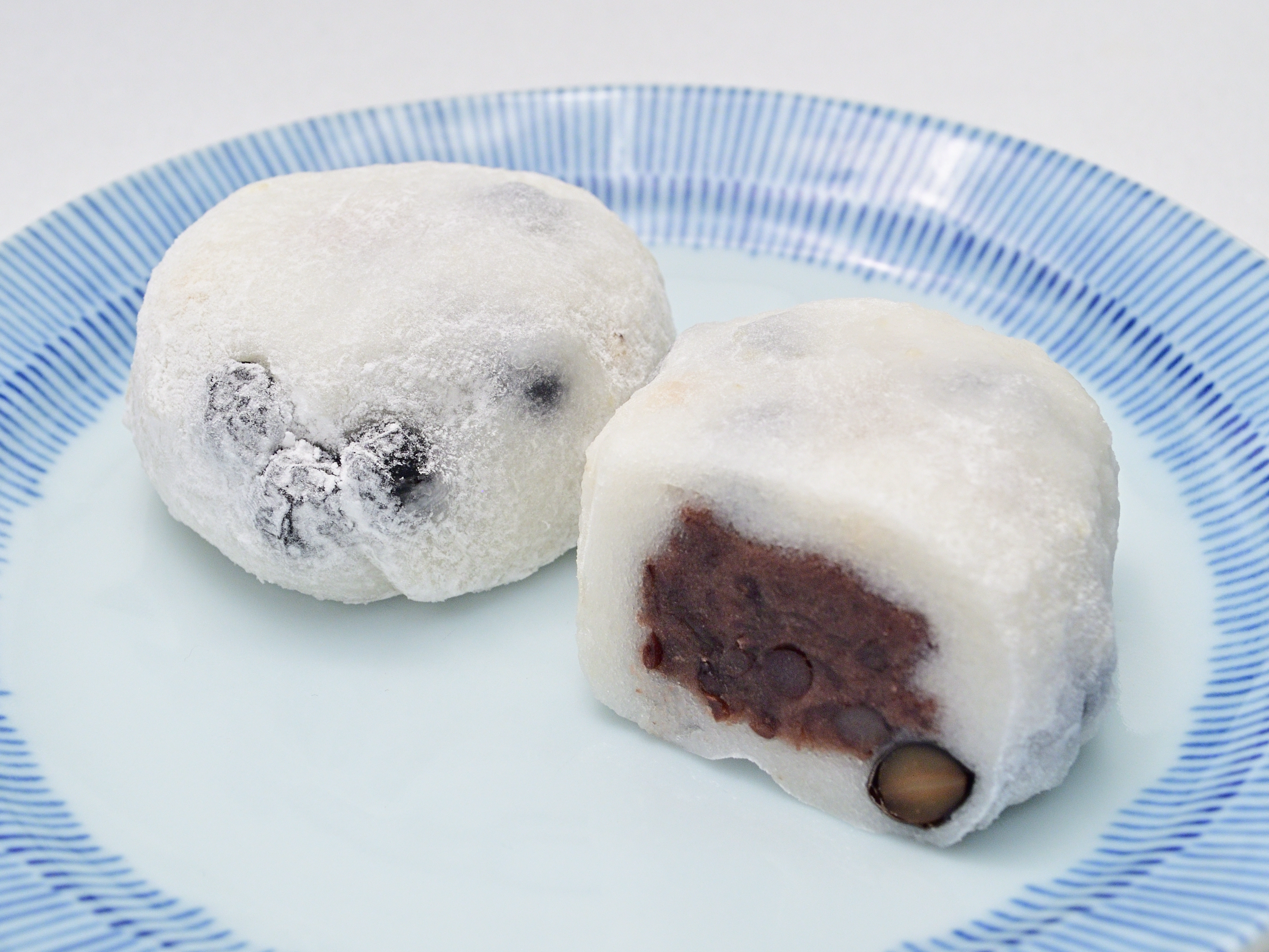
豆大福

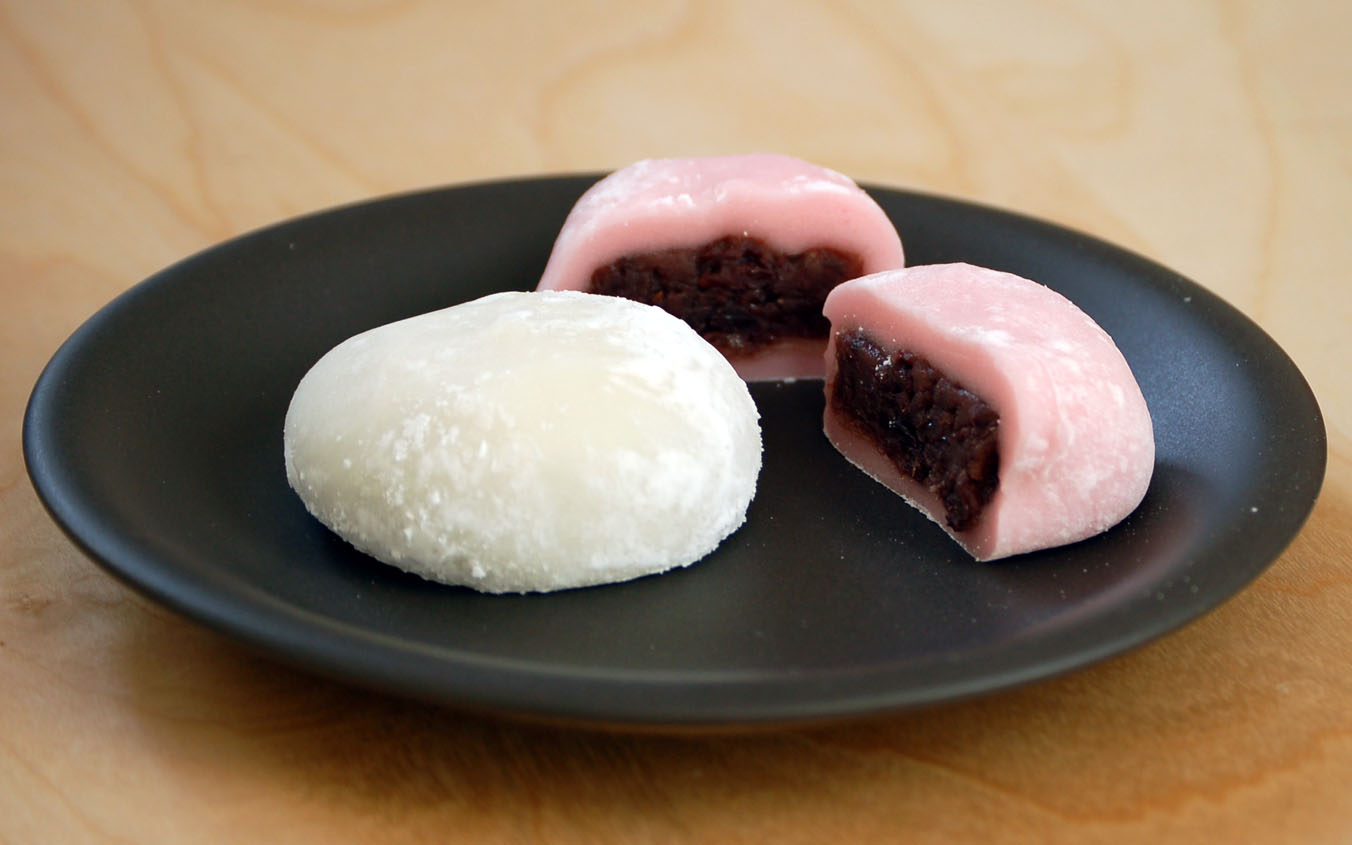
大福（紅白）

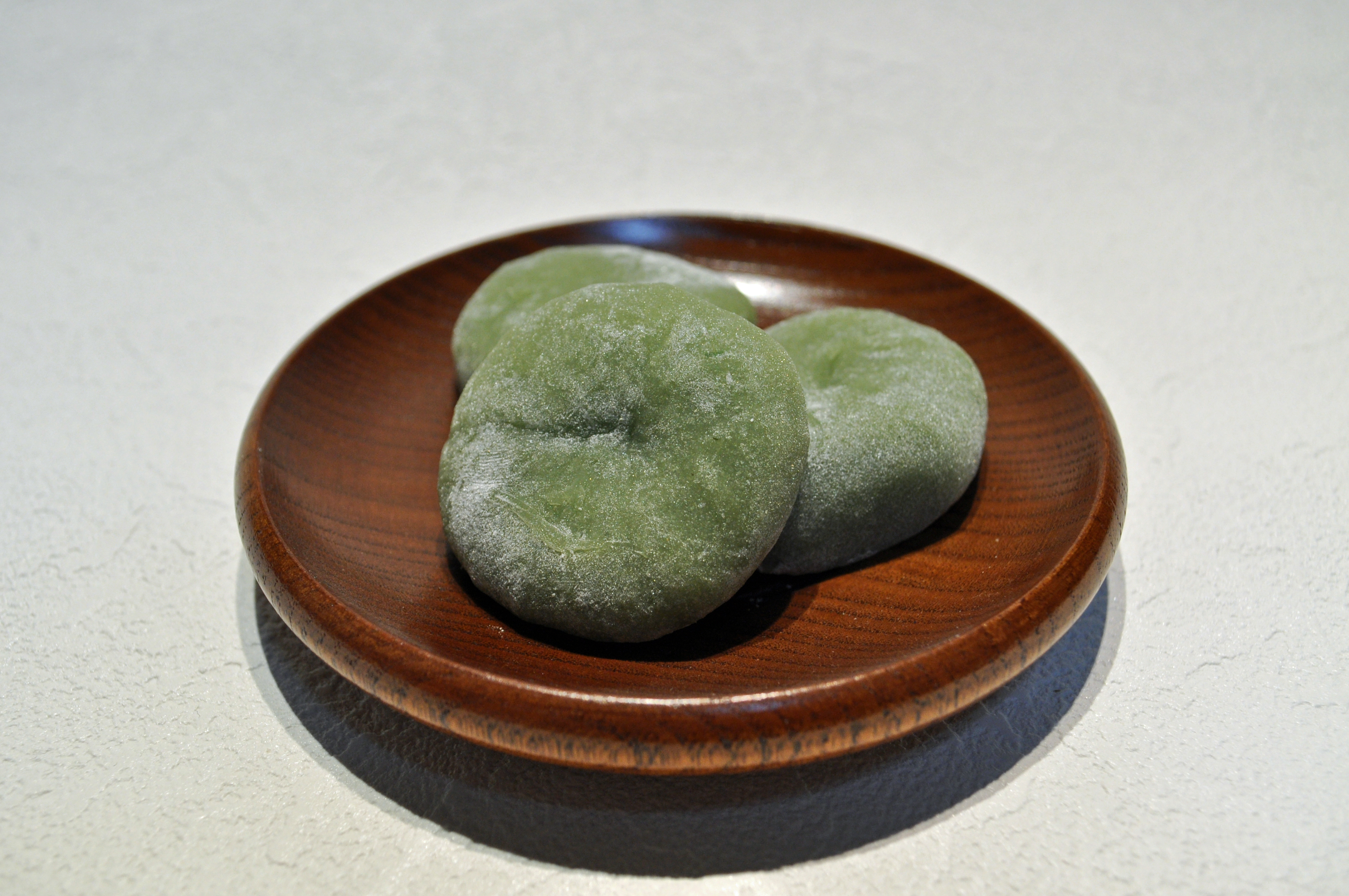
よもぎ大福

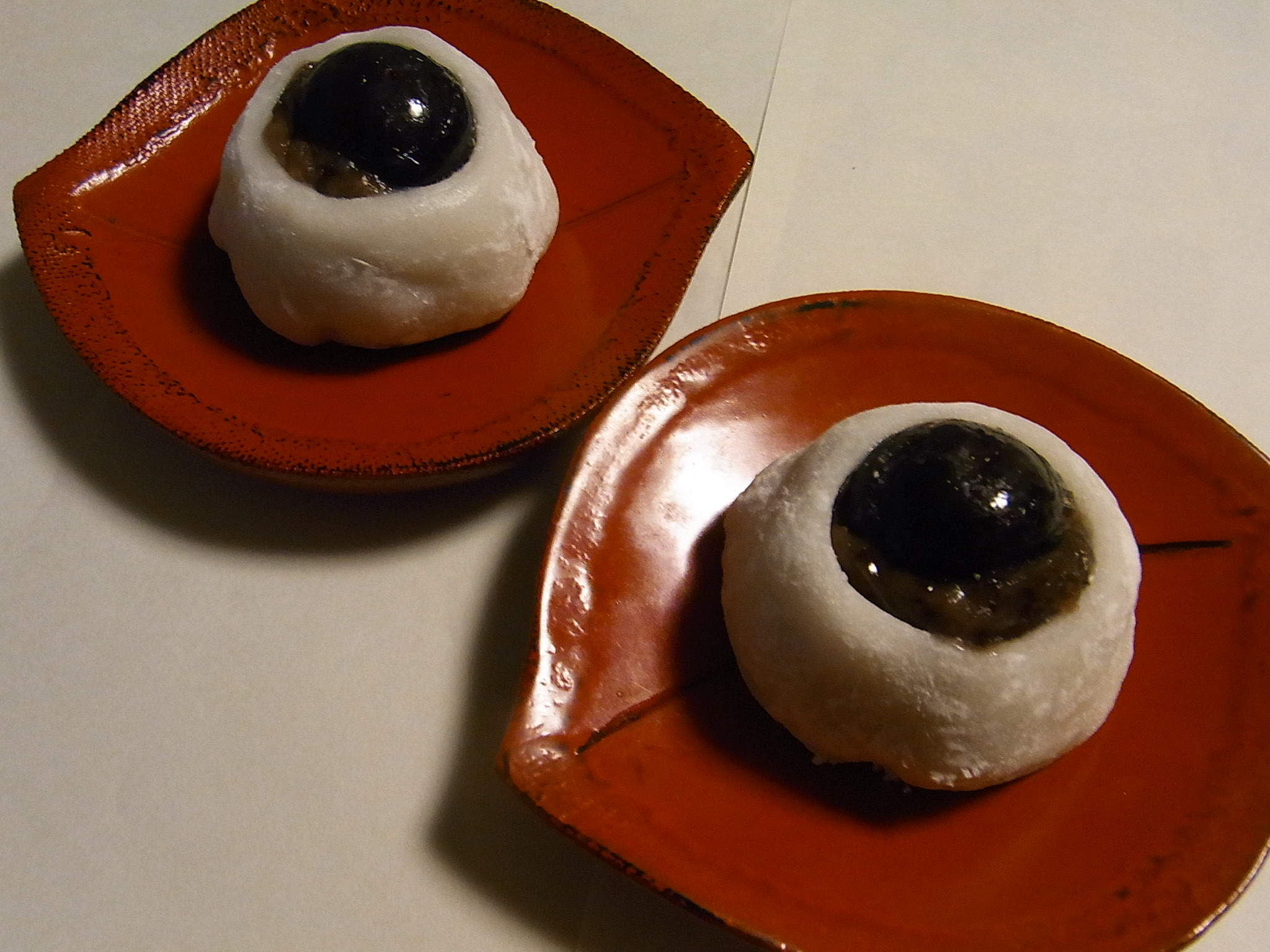
葡萄大福

- 大福 - 餅の皮と餡のみの最もシンプルなもの。
- 豆大福 - 餅生地に赤エンドウや茹でた大豆を混ぜ込んだ大福[10]。
- 草大福（よもぎ餅） - ヨモギを入れてついた餅を皮にしている大福。ヨモギのために皮が緑がかる。
- 塩大福 - 皮や餡が塩味の大福。元々は砂糖ではなく塩を味付けに使っていたが現在は砂糖のともに適量の塩を加えている。
- 塩豆大福 - 塩大福と豆大福が合わさったもの。
- あわ大福 - 餅に粟を混ぜ込んだ大福。
- いちご大福 - 小豆餡の中にイチゴが入っている大福。その他イチゴのみ、イチゴと生クリーム、イチゴと白餡などがある。
  - 果物を使った大福としては、栗大福、オレンジ大福、ピーチ大福、メロン大福、ブルーベリー大福、葡萄大福等がある。
- 梅大福 - 小豆餡の代わりに梅の甘露煮が入っている大福。または、餅に梅の果汁とシソを混ぜ込んだ大福。
- コーヒー大福、カフェオレ大福 - 小豆餡にコーヒーの風味を付けたもの。生クリームが入っているもの等がある
- モンブラン大福 - 小豆餡の代わりにマロン・クリームが入っている大福。
- プリン大福・カスタード大福 - 小豆餡の代わりにカスタード（カスタードクリーム、カスタードプディング、両者の中間的な状態のものなど）が入っている大福。
- ティラミス大福 - ティラミスのクリームをコーヒー味の餅でくるんだ大福。
- なんじゃこら大福 - つぶあんの中に栗、イチゴ、クリームチーズが入った大福。宮崎市の和菓子屋「お菓子の日高」で販売されている。
- 塩あんびん - 砂糖を用いず塩で味付けした大福。埼玉県北部で古くから食べられている。

## 大福に関する文化
- 大福食い競争[11] - 運動会等で行われる競技のひとつ。徒競走に、途中で大福を食べなければならないというルールを加えた競技であり、パン食い競走の大福版といえる。
- 東京三大豆大福として、群林堂（護国寺）、みずほ（原宿）、松島屋（泉岳寺）が挙げられる[10]。

## 大福に関する楽曲
- しあわせだいふく（歌：三叉路） - NHKみんなのうたで2007年12 - 1月に放送。

## 大福に関するキャラクター
- だいふくさん - Yahoo!動画「だいふくさん」に登場するキャラクター。下町に三代続く和菓子の老舗『大福本舗』で毎日作られている大福餅。友達に「草餅くん」、「苺だいふくちゃん」、「きなこ餅くん」と、双子の弟でつぶ餡の「つぶだいふく」がいる。